# Gallos de Santa Rosa
Los Gallos de Santa Rosa fue un equipo de béisbol que participó en la Liga Invernal Veracruzana, en la Liga Veracruzana Estatal de Béisbol y en la Liga Mexicana de Béisbol; con sede en Ciudad Mendoza, Veracruz, México.

## Historia

### Inicios
Con la creación de la Unión Deportiva Santa Rosa (UDRS) y la construcción del Parque Deportivo Esfuerzo Obrero, el béisbol llegó a Santa Rosa en la década de los 30´s. Y fue en el año de 1935 cuando se fundan los Gallos de Santa Rosa, integrado en aquella época por obreros textiles, y reforzado por excelentes beisbolistas cubanos de la talla de Eduardo "Lalo" Correa, Pedro Ferrer y Ramón Bragaña.
Durante el tiempo en que participó en la Liga Mexicana de Béisbol el equipo dejó una buena imagen, en donde aparte de los jugadores cubanos brillaron también peloteros locales como Ángel "Zurdo" Lozano, Feliciano Alvarado, el "Tigre" Gutiérrez, el "Zurdo" Carrera, el "Chato" Martínez y "Chegorras" Flores.
En 1936 destacaron entre otros Proceso Díaz, Benito Camarillo, el "Tigre" Gutiérrez, el "Chato" Martínez, Feliciano Alvarado, el "Chino" Fuentes, "Lolo" Correa, Pedro Ferrer, Ángel Scull, Leonardo Olvera, "El Zurdo" Ángel Lozano y Justino Lauzán.
Ya en la Liga Invernal Veracruzana en el año de 1945 destacaron jugadores de la talla de Manolo Fortes, "Lolo" Correa, Luis Martínez, el "Güero" Rossáinz, Lucio Ramírez, "Milo" Camacho, Miguel Carrera, Juan Sánchez y "El Zurdo" Ángel Lozano.
En este período desfilaron peloteros del calibre de Martín Dihigo, Pedro "Charrascas" Ramírez, Alberto Romo Chávez, "El Chile" Gómez, Chet Brewer, Burnis Wright (el "Joe DiMaggio" de color) entre otros. En donde incluso en 1935 se presentó el equipo "All Star" de la Liga Americana, encabezado en aquel entonces por el artillero Jimmy Fox, que en una sola temporada conectara 58 cuadrangulares actuando para los Tigres de Detroit.

### El campeonato de la LIV
En la temporada 2006-2007 obtuvieron el campeonato bajo la dirección del mánager Ramón "Diablo" Montoya, y con el gran aporte ofensivo del tremendo "aporreador" dominicano Julián Yan.

### Actualidad
En la actualidad los Gallos participan en la 2.ª etapa de la Liga Invernal Veracruzana, formando parte de la Zona Centro.

## Estadio
Los Gallos tuvieron como casa el Parque Deportivo Esfuerzo Obrero con capacidad para 2,500 espectadores.

## Jugadores

### Roster actual
"Temporada 2011-2012"
| Lanzadores: - 0 Leobardo Medrano Bennett - 5 Javier Núñez Gómez - 10 Martín Gómez Ríos - 12 Abraham Elvira Delgado - 27 Javier Cruz Ortiz - 31 Heberto González Ramírez - 42 Adolfo Delfín Luna - 54 Daniel Cavazos Arellano - 55 Felipe Alfonso Arredondo Sarabia - 56 Lothar Amaury Martínez Illescas - 58 Luis Alberto Navarro Sáenz Receptores: - 34 Odanis Montero Ferrales - 35 José Carlos Hernández Gutiérrez |  | Jugadores de Cuadro: - 1 Manuel Agustín Alfonso Nava - 8 Luis Antonio Vega Rodríguez - 24 José Alonso Castañeda Arvizu - 99 Alberto Carreón Armas - 100 Randal Simon Jardineros: - 15 Luis Alfonso Fentanes Gutiérrez - 19 Marco Antonio Figueroa Sanabia - 25 Román González - 57 Ennio Ortiz Cuerpo Técnico: - Mánager: - Coach: Martín Gómez Torres - Coach: Juan de Dios Ruiz Lara - Bat Boy: Francisco Javier Vera |

### Jugadores destacados
- Mario Collazo.
- Ángel "El Zurdo" Lozano.
- Julián Yan.

### Números retirados
Ninguno.

### Novatos del año
Ninguno.

### Campeones Individuales LMB

#### Campeones Bateadores
| Año | Nombre  | Porcentaje |
| --- | ------- | ---------- |
| NA  | Ninguno | NA         |

#### Campeones Productores
| Año | Nombre  | Producidas |
| --- | ------- | ---------- |
| NA  | Ninguno | NA         |

#### Campeones Jonroneros
| Año | Nombre  | Jonrones |
| --- | ------- | -------- |
| NA  | Ninguno | NA       |

#### Campeones de Bases Robadas
| Año  | Nombre        | Bases |
| ---- | ------------- | ----- |
| 1937 | Mario Collazo | 12    |

#### Campeones de Juegos Ganados
| Año | Nombre  | Récord |
| --- | ------- | ------ |
| NA  | Ninguno | NA     |

#### Campeones de Efectividad
| Año | Nombre  | Porcentaje |
| --- | ------- | ---------- |
| NA  | Ninguno | NA         |

#### Campeones de Ponches
| Año | Nombre  | Ponches |
| --- | ------- | ------- |
| NA  | Ninguno | NA      |

#### Campeones de Juegos Salvados
| Año | Nombre  | Juegos |
| --- | ------- | ------ |
| NA  | Ninguno | NA     |